# Joint Support and Enabling Command
Das Joint Support and Enabling Command (JSEC) ist ein Unterstützungskommando der NATO in der Wilhelmsburg-Kaserne in Ulm.

## Auftrag
JSEC ist für Truppen- und Materialtransporte im Verantwortungsbereich von SACEUR bei Aktivierung im Bündnisfall zuständig.

## Geschichte
Am 14. und 15. Februar 2018 haben die NATO-Verteidigungsminister einen Vorschlag zur Anpassung der NATO-Kommandostruktur verabschiedet, der die Aufstellung von zwei neuen Kommandos auf operativer Ebene beinhaltete. Eines dieser Kommandos ist das JSEC. Der Vorschlag wurde im Rahmen des Verteidigungsministertreffens der NATO am 7. und 8. Juni 2018 gebilligt. Das Kommando wurde in mehreren Teilschritten aufgebaut. Dazu unterstützte der militärische Organisationsbereich der Streitkräftebasis und das Multinationale Kommando Operative Führung (MN KdoOpFü) der Bundeswehr. Im Juli 2018 nahm ein Aufbaustab seine Arbeit auf, am 17. September 2019 wurde die Anfangsbefähigung (initial operational capability) und am 8. September 2021 wurde die vollständige Einsatzbefähigung erreicht.
Die NATO plant, mit einem neuen Streitkräftemodell Russland stärker abzuschrecken. Bis zu 800.000 Soldaten wollen die Bündnispartner künftig binnen 180 Tagen aufbieten können, um notfalls mit ihnen das NATO-Territorium zu verteidigen. 
Die im Ernstfall zu verteidigende Grenze ist heute viel länger als sie zu Zeiten des Kalten Krieges war (siehe NATO-Osterweiterung).
Am 4. April 2024 gab das Bundesministerium der Verteidigung bekannt, dass das Joint Support and Enabling Command dem neuen Unterstützungsbereich unter Führung des Unterstützungskommandos der Bundeswehr angehören soll, was am 1. April 2025 in Kraft tritt. Als Zwischenschritt wurde der deutsche Anteil zum 1. Oktober 2024  vom Territorialen Führungskommando der Bundeswehr zum Kommando Streitkräftebasis unterstellt.

## Liste der Kommandeure
| Nr. | Name                                | Beginn der Berufung | Ende der Berufung |
| --- | ----------------------------------- | ------------------- | ----------------- |
| 1.  | Generalleutnant Jürgen Knappe       | 2018                | 2022              |
| 2.  | Generalleutnant Alexander Sollfrank | 2022                | 2024              |
| 3.  | Generalleutnant Kai Rohrschneider   | 2024                |                   |

## Kritik
In Ulm kam es im Jahr vor dem russischen Überfall auf das ukrainische Kernland zu einem Protest gegen das JSEC.